# Ein starkes Team: Dunkle Schatten
Dunkle Schatten ist ein deutscher Fernsehfilm von Peter Fratzscher aus dem Jahr 2006. Es handelt sich um die 32. Folge der Krimiserie Ein starkes Team mit Maja Maranow und Florian Martens in den Hauptrollen.

## Handlung
Kriminalhauptkommissarin Verena Berthold und Kollege Otto Garber werden zu einem Mordfall an einem ehemaligen KFOR-Soldaten hinzugezogen. Rainer Sutor wurde erschossen aufgefunden und es sieht zunächst nach Raubmord aus. Bei den Recherchen nach dem Mordmotiv sind sich die Ermittler sicher, dass dies mit dem Bundeswehreinsatz im Kosovo-Krieg zu tun haben muss. Alle Kameraden von Sutor haben inzwischen einen Weg zurück in das „normale“ bürgerliche Leben gefunden und sich eine neue Existenz aufgebaut. Er selber hatte größere Problem und musste auch psychologische Hilfe in Anspruch nehmen, da er noch immer an einer posttraumatischen Belastungsstörung litt.
Die Kommissare sind allmählich einem Geheimnis zwischen den Männern auf der Spur, denn diese verheimlichen den Beamten unter anderem die wahre Herkunft ihres „Startkapitals“. Nach Ben Kolbergs Recherche wurde unter dem Kommando von Sutor und seinen Kameraden ein serbischer Juwelier erschossen, der Ware im Wert von 2 Millionen in seinem Lager hatte. Auch dessen Tochter Maria wurde getötet und somit ist ein Racheakt der Serben denkbar. Die Ermittler verdächtigen Ratko Markovic, der Maria heiraten wollte und jetzt in Deutschland ist. Er gesteht überraschend die Tat, doch bemerken die Kommissare schnell, dass er nicht der Täter sein kann, sondern jemanden deckt.
Martin Fürst, einer von Sutors Kameraden, hatte sich in Marias Freundin Mileta verliebt und sie mit nach Deutschland gebracht. Von Ratko Markovic erfuhr diese, dass einer der Soldaten, die eigentlich das Dorf beschützen sollten, Maria erschossen hatte. Sie wollte Sutor deshalb zur Rede stellen, weil sie mit ihrem Mann darüber nicht reden konnte. Als Sutor dann abfällig über Maria sprach, erschoss sie ihn in ihrem Zorn mit seiner Pistole, die auf dem Tisch lag. Ratko Markovic wollte Mileta mit seinem Geständnis schützen, da sie ihm als Marias Freundin sehr vertraut war.

## Hintergrund
Dunkle Schatten wurde in Berlin gedreht und am 18. März 2006 um 20:15 Uhr im ZDF erstausgestrahlt. Michaela Schaffrath hat hier eine Nebenrolle als Amtsärztin.
Sputnik, dessen Rolle als Geschäftsmann in der Serie als ein Running Gag angelegt ist, hat in dieser Folge ein Golfcafe eröffnet, in dem die Gäste halb virtuell und elektronisch gestützt Golf spielen können.

## Kritik
Die Kritiker der Fernsehzeitschrift TV Spielfilm vergeben nur eine mittlere Wertung (Daumen gerade) und finden: „Behäbiger Krimi im „Derrick“-Tempo.“